# Miami Heat 1996-1997
La stagione 1996-97 dei Miami Heat fu la 9ª nella NBA per la franchigia.
I Miami Heat vinsero la Atlantic Division della Eastern Conference con un record di 61-21. Nei play-off vinsero il primo turno con gli Orlando Magic (3-2), la semifinale di conference con i New York Knicks (4-3), perdendo poi la finale di conference con i Chicago Bulls (4-1).

## Risultati
| Squadra            | V  | P  | %    | GB |
| ------------------ | -- | -- | ---- | -- |
| Miami Heat         | 61 | 21 | 74,4 | -  |
| N.Y. Knicks        | 57 | 25 | 69,5 | 4  |
| Orlando Magic      | 45 | 37 | 54,9 | 16 |
| Washington Bullets | 44 | 38 | 53,7 | 17 |
| N.J. Nets          | 26 | 56 | 31,7 | 35 |
| Philadelphia 76ers | 22 | 60 | 26,8 | 39 |
| Boston Celtics     | 15 | 67 | 18,3 | 46 |

## Roster
| N° | Naz.                   | Ruolo | Sportivo          | Anno | Alt. | Peso \|\| |
| -- | ---------------------- | ----- | ----------------- | ---- | ---- | --------- |
|    | Stati Uniti (bandiera) | C     | Matt Fish         | 1969 | 211  | 107       |
| 2  | Stati Uniti (bandiera) | GA    | Keith Askins      | 1967 | 201  | 89        |
| 3  | Stati Uniti (bandiera) | A     | Bruce Bowen       | 1971 | 201  | 84        |
| 5  | Jugoslavia (bandiera)  | G     | Predrag Danilović | 1970 | 196  | 91        |
| 8  | Stati Uniti (bandiera) | C     | Isaac Austin      | 1969 | 208  | 116       |
| 9  | Stati Uniti (bandiera) | GA    | Dan Majerle       | 1965 | 198  | 98        |
| 10 | Stati Uniti (bandiera) | G     | Tim Hardaway      | 1966 | 183  | 79        |
| 11 | Stati Uniti (bandiera) | G     | John Crotty       | 1969 | 185  | 84        |
| 21 | Stati Uniti (bandiera) | G     | Voshon Lenard     | 1973 | 193  | 93        |
| 23 | Stati Uniti (bandiera) | G     | Gary Grant        | 1965 | 191  | 84        |
| 24 | Stati Uniti (bandiera) | A     | Jamal Mashburn    | 1972 | 203  | 109       |
| 30 | Stati Uniti (bandiera) | A     | Mark Strickland   | 1970 | 206  | 95        |
| 31 | Estonia (bandiera)     | A     | Martin Müürsepp   | 1974 | 206  | 107       |
| 32 | Stati Uniti (bandiera) | A     | James Scott       | 1972 | 198  | 82        |
| 33 | Stati Uniti (bandiera) | C     | Alonzo Mourning   | 1970 | 208  | 109       |
| 35 | Stati Uniti (bandiera) | GA    | Willie Anderson   | 1967 | 201  | 86        |
| 40 | Stati Uniti (bandiera) | A     | Kurt Thomas       | 1972 | 206  | 104       |
| 42 | Stati Uniti (bandiera) | AC    | P.J. Brown        | 1969 | 211  | 102       |
| 54 | Stati Uniti (bandiera) | A     | Ed Pinckney       | 1963 | 206  | 88        |

## Staff tecnico
- Allenatore: Pat Riley
- Vice-allenatori: Scotty Robertson, Jeff Bzdelik, Bob McAdoo, Stan Van Gundy
- Vice-allenatore/scout: Tony Fiorentino